# ЗЕЛПО Арена
«ЗЕЛПО Арена» або Штадіон «ЗП Шпорт» (словац. ZELPO Aréna, Štadión ŽP ŠPORT) — футбольний стадіон у селі Подбрезова, Словаччина, домашня арена ФК «Подбрезова».
Стадіон побудований та відкритий 1959 року. У 2012 та 2014—2015 роках поетапно реконструйований за урядовим грантом. У результаті реконструкції перебудовано трибуни, над якими споруджено дах, що змінює кут нахилу над трибунами, завдяки чому максимально використовується сонячне світло під час матчів. Система опалення арени пов'язана із системою теплопостачання сусіднього металургійного заводу.